# New Coke
New Coke var det populära namnet på en ny smak på Coca-Cola introducerad i april 1985. Populärnamnet torde komma av att Coca-Cola-burkarna från och med introduktionen hade en markering "NEW!" på sig. Egentligen hade den inget särskilt namn förrän 1992, då den fick namnet Coca-Cola II. Varianten slutade säljas 2004.
Den nya smaken blev ett kommersiellt fiasko, och den gamla smaken återintroducerades redan i juli samma år, under beteckningen "Coca-Cola Classic". När Coca-Cola Classic kom tillbaka, sålde den redan från början mer än den nya varianten. Tilläggsbeteckningen "Classic" utrangerades så småningom, i USA så sent som 2009, när Coca-Cola II sedan länge hade slutat säljas.
Introduktionen av New Coke ledde till att vissa dryckestillverkare skapade nya recept för att försöka fånga upp de konsumenter som hade föredragit den gamla Coca-Cola-smaken. Ett exempel är XL Cola, som introducerades av Falcon på den svenska marknaden.
New Coke släpptes igen den 23 maj 2019 i samarbete med Netflix inför premiären av Stranger Things säsong 3, som utspelar sig 1985 och innehåller scener med New Coke. New Coke släpptes exklusivt på cokestore.com i begränsad upplaga som bara kan köpas i USA tillsammans med numrerade flaskor av Coca-Cola Classic och Zero. New Coke släpptes i 175000 exemplar. Några burkar har letat sig till Sverige och det finns publicerade test av den på svenska. 